# Xrdp
xrdp è un'implementazione libera e open source del Remote Desktop Protocol (RDP) di Microsoft che consente a sistemi operativi diversi da Windows, come Linux e BSD, di fornire un'esperienza completa e compatibile con RDP per l'accesso remoto.
Funziona collegando la grafica dal sistema X Window al client RDP. In pratica, permette agli utenti di connettersi a una sessione grafica su un server Linux o BSD utilizzando un client RDP standard, come quello integrato in Windows.
Stando alla documentazione ufficiale, il protocollo funziona con rdesktop, FreeRDP e il Remote Desktop Client di Microsoft.

## Modalità di funzionamento
Per trasmettere la grafica e i controlli tra il sistema X Window e l'utente, xrdp può utilizzare diverse modalità di inoltro:
- Xvnc: Utilizza un server VNC per inoltrare la sessione X Window al client RDP.
- X11rdp: Utilizza una versione modificata del server X.org, che è in grado di comunicare direttamente con il client RDP.
- xorgxrdp: Un modulo per Xorg che permette una comunicazione diretta con xrdp, fornendo una migliore integrazione e prestazioni.

## Storia
Il progetto xrdp è stato avviato nel 2004 da Jay Sorg, basandosi sul lavoro svolto da rdesktop e FreeRDP. Questi progetti hanno svolto un ruolo pionieristico nel dimostrare che era possibile creare soluzioni alternative ai software commerciali per l'accesso remoto (incluso RemoteFX), aprendo la strada a progetti come xrdp.
Nelle versioni iniziali del progetto xrdp, l'implementazione si basava su un server VNC locale installato insieme al programma. Questo server VNC era responsabile della trasmissione della grafica e dei controlli tra l'utente e il server remoto, una modalità nota come "inoltro VNC".
L'utilizzo di VNC introduceva però un ulteriore livello di protocollo, aumentando la latenza e potenzialmente introducendo punti di errore aggiuntivi.
L'introduzione di X11rdp, che prevede la comunicazione diretta con il server X Window, accompagnata dall'abbandono dell'inoltro VNC i tempi di elaborazione sono migliorati così come l'esperienza utente complessiva.
Nel 2019, gli sviluppatori di XRDP hanno annunciato il progetto xorgxrdp quale successore di X11rdp. A differenza del suo predecessore, xorgxrdp non richiede la ricompilazione dell'intero sistema X Window e supporta il ridimensionamento dello schermo quando un client RDP si connette.
Ad oggi xorgxrdp  è la modalità predefinita utilizzata da XRDP.